# Organo della cattedrale di San Giovanni a 's-Hertogenbosch

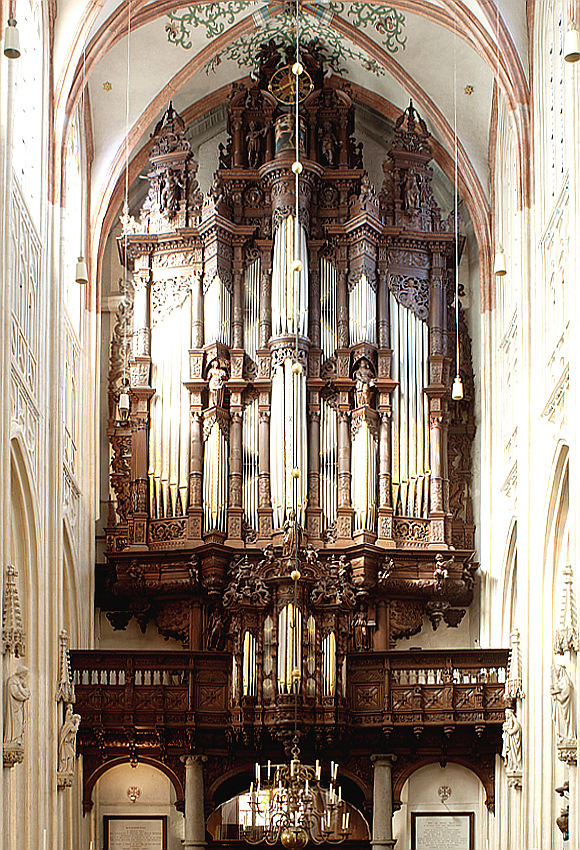
L'organo della cattedrale di San Giovanni a 's-Hertogenbosch.

Con organo della cattedrale di San Giovanni ci si riferisce a un organo monumentale costruito a 's-Hertogenbosch, nei Paesi Bassi.

## Storia
Le prime notizie circa la presenza di un organo all'interno della cattedrale di 's-Hertogenbosch risalgono al XIV secolo. Henry Niehoff, nel 1533, costruì un nuovo strumento, il quale andò completamente distrutto da un incendio nel 1584. Floris Hocque II, Hans Goltfuss e Germer van Hagerbeer, fra il 1618 e il 1638, realizzarono un nuovo organo. La cassa era opera di Frans Simons, mentre le sculture furono realizzate da Gregor Schysler. Le canne realizzate da Hocque, però, vennero ritenute di scarsa qualità, e, nel 1634, furono ritoccate da Germer Galtus e Jacobus Galtus van Hagerbeer.
All'inizio del XVIII secolo lo strumento venne riparato e restaurato da Cornelis Hoornbeeck e da Christian Müller, ma, intorno al 1770, alcuni problemi tecnici lo resero quasi insuonabile. Antonius Friedrich Gottlieb Heyneman, fra il 1784 e il 1787, costruì allora lo strumento attualmente presente sulla cantoria dell'edificio, riutilizzando parte del materiale fonico esistente. Nel 1902 i fratelli Franssen rinnovarono completamente lo strumento, sostituendo la trasmissione meccanica con quella pneumatica e cambiando numerosi registri. Il risultato venne giudicato insoddisfacente.
Nel 1984 i superiori della chiesa commissionarono un intervento alla ditta Flentrop, la quale eseguì un restauro filologico completo, riportando l'organo alle sue condizioni del 1787. La Flentrop, infatti, ripristinò la trasmissione meccanica, reintonò completamente le canne, rimosse i registri moderni e ricostruì quelli storici. L'ultimo restauro risale al 2003, quando venne eseguito un intervento di pulizia generale.

### Caratteristiche tecniche
Attualmente l'organo è a trasmissione interamente meccanica, il corista del La corrisponde a 415 Hz e il temperamento è inequabile. La disposizione fonica è la seguente:
| Primo manuale - Rugpositief C-f3 |    |
| Praestant                        | 8' |
| Bourdon                          | 8' |
| Quintadena                       | 8' |
| Fluyttravers                     | 8' |
| Octaaf                           | 4' |
| Fluyt dous                       | 4' |
| Super Octaaf                     | 2' |
| Flageolet                        | 1' |
| Mixtuur                          | V  |
| Sexquialter                      | II |
| Trompet                          | 8' |
| Dulciaan                         | 8' |
| Tremulant                        |    |

| Secondo manuale - Hoofdwerk C-f3 |        |
| Praestant                        | 16'    |
| Bourdon                          | 16'    |
| Praestant                        | 8'     |
| Holpyp                           | 8'     |
| Octaaf                           | 4'     |
| Tertiaan                         | 3' 1/5 |
| Quint                            | 3'     |
| Super Octaaf                     | 2'     |
| Mixtuur                          | VII    |
| Trompet                          | 16'    |
| Trompet                          | 8'     |

| Terzo manuale - Bovenwerk C-f3 |     |
| Quintadena                     | 16' |
| Praestant                      | 8'  |
| Roerfluyt                      | 8'  |
| Viola di Gamba                 | 8'  |
| Octaaf                         | 4'  |
| Open fluyt                     | 4'  |
| Quintfluyt                     | 3'  |
| Open fluyt                     | 2'  |
| Super Octaaf                   | 2'  |
| Sexquialter                    | II  |
| Carillon                       | III |
| Cornet                         | V   |
| Trompet                        | 8'  |
| Vox humana                     | 8'  |
| Hautbois                       | 8'  |
| Tremulant                      |     |

| Pedaal C-f1 |     |
| Praestant   | 32' |
| Praestant   | 16' |
| Bourdon     | 16' |
| Octaaf      | 8'  |
| Gedekt      | 8'  |
| Octaaf      | 4'  |
| Bazuyn      | 16′ |
| Trompet     | 8'  |
| Clairon     | 4'  |
| Cornet      | 2'  |